# Elsa Martinelli

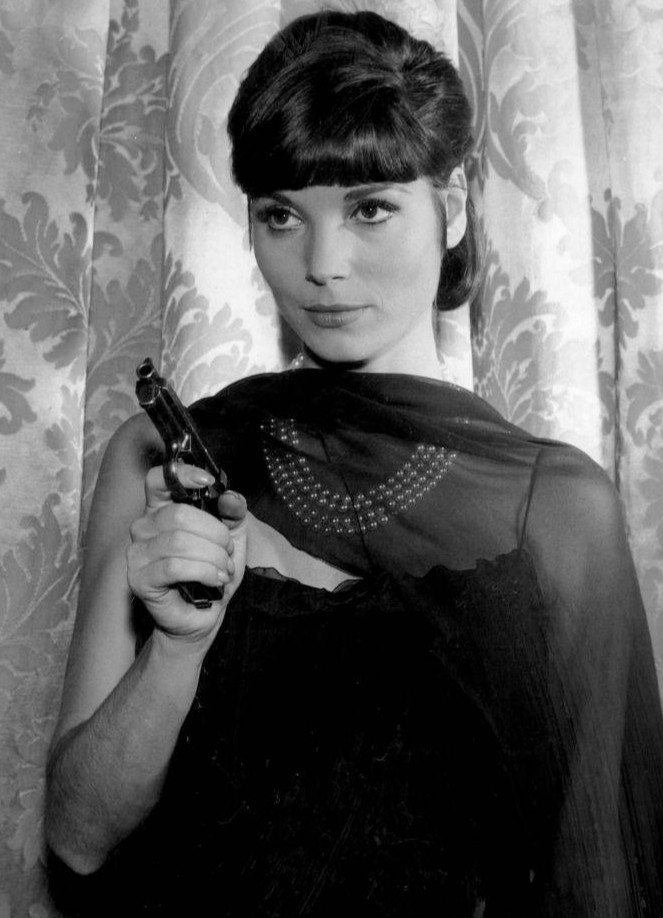
Elsa Martinelli (1964)

Elsa Martinelli (* 30. Januar 1935 als Elsa Tia in Grosseto, Toskana; † 8. Juli 2017 in Rom) war eine italienische Filmschauspielerin.

## Leben
Martinelli arbeitete zunächst als Verkäuferin und Bardame. Sie wurde 1953 von dem italienischen Designer Roberto Capucci entdeckt und wirkte dann als Fotomodell und Mannequin. Kirk Douglas brachte sie schließlich zum Film. 1954 spielte sie in Zwischen zwei Feuern (The Indian Fighter). Bei den Internationalen Filmfestspielen Berlin erhielt sie 1956 den Darstellerpreis für Donatella in Junge Liebe in Rom. Eine ihrer bekanntesten Rollen spielte sie 1962 an der Seite von John Wayne und Hardy Krüger in dem Abenteuerfilm Hatari! als Fotografin Anna.
Weitere markante Auftritte in den 1960er Jahren hatte sie in Melville Shavelsons Filmkomödie Es begann in Rom neben Charlton Heston, in der Kafka-Verfilmung Der Prozeß von Regisseur Orson Welles neben Weltstars wie Anthony Perkins, Jeanne Moreau oder Romy Schneider, in dem prominent besetzten Filmdrama Hotel International unter der Regie von Anthony Asquith an der Seite von Elizabeth Taylor, Richard Burton und Rod Taylor, in dem Abenteuerfilm Im Reich des Kublai Khan, in dem sie neben Schauspielern wie Horst Buchholz und Anthony Quinn agierte, in Elio Petris Agentendrama Das zehnte Opfer nach einer Vorlage des SF-Schriftstellers Robert Sheckley als Gegenspielerin von Marcello Mastroianni und Ursula Andress oder in den beiden Episodenfilmen Das älteste Gewerbe der Welt und Siebenmal lockt das Weib.
In den 1970er Jahren zog sich Martinelli zunehmend aus dem Filmgeschäft zurück, später wurde sie eine erfolgreiche Modeschöpferin. Ihre letzte Rolle übernahm sie 2004 in der italienischen Fernsehserie Orgoglio.
Die Tochter von Elsa Martinelli ist die 1958 geborene Schauspielerin Cristiana Mancinelli aus ihrer 1957 geschlossenen Ehe mit dem Grafen Franco Mancinelli Scotti di San Vito. Von 1968 bis 1978 war Elsa Martinelli mit dem Fotografen Willy Rizzo (1928–2013) verheiratet. Sie starb im Juli 2017 im Alter von 82 Jahren an einer Krebserkrankung.

## Filmografie (Auswahl)
- 1954: Rot und Schwarz (Le Rouge et le Noir)
- 1955: Zwischen zwei Feuern (The Indian Fighter)
- 1956: Wem die Sterne leuchten (Four Girls in Town)
- 1956: Junge Liebe in Rom (Donatella)
- 1956: Das Reismädchen (La risaia)
- 1957: Manuela
- 1957: Die letzte Chance (La mina)
- 1958: Wolgaschiffer (I battellieri del Volga)
- 1959: Ciao, ciao, bambina
- 1959: Zweimal Riviera... und zurück (Costa Azzurra)
- 1959: Akte Sahara – streng vertraulich (Tunisi Top Secret)
- 1959: Wir von der Straße (La notte brava)
- 1960: …und vor Lust zu sterben (Et mourir de plaisir)
- 1960: I piaceri del Sabato notte
- 1960: Mein Schwert für den König (Le capitan)
- 1960: Il carro armato dell’8 settembre
- 1960: Liebesnächte in Rom (Un amore a Roma)
- 1960: Die Drohung (La menace)
- 1962: Es begann in Rom (The Pigeon That Took Rome)
- 1962: Hatari!
- 1962: Pelle viva
- 1962: Der Prozeß (Le procès)
- 1963: Hotel International (The V.I.P.s)
- 1963: Bring sie lebend heim (Rampage)
- 1963: Im Bann der roten Tigerin
- 1965: Im Reich des Kublai Khan (La fabuleuse aventure de Marco Polo)
- 1965: De l’Amour
- 1965: Diamantenbillard (Un milliard dans un billard)
- 1965: Das zehnte Opfer (La decima vittima)
- 1965: Grüße an die Mafia (Je vous salue mafia)
- 1965: L’Or du duc
- 1966: Das gewisse Etwas der Frauen (Come imparai ad amare le donne)
- 1966: Marokko 7 (Maroc 7)
- 1967: Das älteste Gewerbe der Welt (Le plus vieux métier du monde)
- 1967: Siebenmal lockt das Weib (Woman Times Seven)
- 1967: Null Uhr sieben kommt John Harris (Qualcuno ha tradito)
- 1968: Candy
- 1968: Zwei Nummern zu groß (El millón de Madigan)
- 1968: Hemmungslose Manon (Manon 70)
- 1968: Maldonné
- 1968: Mein Körper für ein Pokerspiel (The Belle Starr story)
- 1969: So reisen und so lieben wir (If It’s Tuesday, This Must Be Belgium)
- 1969: L’amica
- 1969: OSS 117 prend des vacances
- 1969: Les Chemins de Katmandou
- 1969: Nackt über Leichen (Una sull'altra)
- 1971: La araucana
- 1971: Der Löwenanteil (La part des lions)
- 1976: Garofano rosso
- 1979: Simon Templar – Ein Gentleman mit Heiligenschein (Return of the Saint) (Fernsehserie, eine Folge)
- 1985: Sono un fenomeno paranormale
- 1988: Pygmalion 88
- 1990: Arrivederci Roma
- 1992: Es war einmal ein Mord – 7 Gauner und ein Dackel (Once upon a crime)
- 2004: Orgoglio (Fernsehserie)